# Riatia singularis
Riatia singularis är en kackerlacksart som beskrevs av Rocha e Silva och Aguiar 1976. Riatia singularis ingår i släktet Riatia och familjen småkackerlackor. Inga underarter finns listade i Catalogue of Life.